# Jörg Phil Friedrich
Jörg Phil Friedrich (* 1965 in Wolgast) ist ein deutscher Philosoph und Publizist.

## Leben und Wirken
Friedrich wuchs in Pritzwalk auf. Nach dem Abitur studierte er von 1984 bis 1989 an der Humboldt-Universität Berlin Physik und Meteorologie. In seiner Diplomarbeit beschäftigte er sich mit der Simulation von Wolkenbildungsprozessen mit Zellulären Automaten. 1994 gründete er zusammen mit Cornelia Gaebert in Münster das Softwarehaus INDAL. Von 2006 bis 2009 studierte er Philosophie an der FernUniversität Hagen und schloss das Studium mit einer Masterarbeit über die Existenz theoretischer Entitäten ab. Seitdem arbeitet er an Fragen der Wissenschaftsphilosophie, der Religionsphilosophie und der politischen Philosophie und ist publizistisch für verschiedene Medien tätig, unter anderem als Kolumnist für die Philosophie-Zeitschrift Hohe Luft, die Wochenzeitung der Freitag, die Tageszeitung Die Welt, das Magazin Cicero, das Online-Magazin Telepolis, die NachDenkSeiten und die Debattenplattform DieKolumnisten.
Von April 2009 bis September 2010 betrieb er auf der Wissenschafts-Blogplattform ScienceBlogs den Blog Arte-Fakten. Dort stellte er Konzepte der Wissenschaftstheorie und der Wissenschaftsphilosophie dar und reflektierte den Wahrheits- und Erkenntnisanspruch der modernen Wissenschaften. Von einigen seiner Bloggerkollegen wurden seine Beiträge kritisch und ablehnend begleitet.
In seinem Buch Kritik der vernetzten Vernunft von 2012 beschreibt Friedrich zum einen die grundsätzlichen Prinzipien der modernen vernetzten Gesellschaft, setzte sich aber zugleich kritisch mit den gerade aufkommenden Strukturen der Netzaktivisten auseinander. 2018 schrieb er, dass „eine schon lange digitalisierte Welt sich ihre Technik gefordert und geschaffen hat, die wir heute überall als dominante Digitalisierung wahrnehmen.“ Diesen Gedanken greift Friedrich in seinem Essay Degenerierte Vernunft. Künstliche Intelligenz und die Natur des Denkens erneut auf und argumentiert, dass das, was Systeme der Künstlichen Intelligenz heute leisten, eine Simulation einer degenerierten Form der menschlichen Intelligenz ist, die der Vielfalt menschlicher Vernunft nicht nahe kommen kann. Friedrich betont die Besonderheiten der menschlichen Intelligenz, die immer mit Sinn und Bedeutung verbunden sei. Auch für den Bereich der Softwareentwicklung sieht er die Möglichkeiten der Künstlichen Intelligenz skeptisch, da diese zum großen Teil nicht aus bloßer Programmierung bestünde.
In seinem 2019 erschienenen Buch Ist Wissenschaft, was Wissen schafft? liefert Friedrich eine philosophische Beschreibung der Produktion von wissenschaftlichen Erkenntnissen, die die Komplementarität und strukturelle Ähnlichkeit von theoretischer und empirischer wissenschaftlicher Arbeit aufzeigt.
2019 veröffentlichte Friedrich das Buch Der plausible Gott, in dem er darlegte, dass auch aus atheistischer Perspektive ein göttliches Wirken plausibel gedacht werden kann.
2022 war er Mitgründer des PEN Berlin.
Seit 2024 ist er mit einem Projekt zu philosophischen Aspekten der Künstlichen Intelligenz Research Associate am Lehrstuhl für Philosophie von Holger Zaborowski an der Universität Erfurt.

## Veröffentlichungen

### Bücher
- Richtig streiten. 1. Auflage. Claudius, München 2024, ISBN 978-3-532-62900-0.
- Degenerierte Vernunft. Künstliche Intelligenz und die Natur des Denkens. 1. Auflage. Claudius, München 2023, ISBN 978-3-451-39433-1.
- Die postoptimistische Gesellschaft. 1. Auflage. Herder, Freiburg im Breisgau 2023, ISBN 978-3-532-62892-8.
- Was kommt nach dem Klimawandel? Eine Spekulation. Heise Medien, Hannover 2019, ISBN 978-3-95788-179-3.
- Ist Wissenschaft, was Wissen schafft? Verlag Karl Alber, Freiburg 2019, ISBN 978-3-495-49117-1.
- Der plausible Gott. Verlag Karl Alber, Freiburg 2019, ISBN 978-3-495-49066-2.
- Kritik der vernetzten Vernunft. Heise Medien, Hannover 2012, ISBN 978-3-936931-78-5.

### Philosophische Fachaufsätze (Auswahl)
- Music Groups as Rational Agents. In: Ludger Jansen, Thorben Petersen (Hg.): The Ontology of Music Groups. Routledge, 2024, ISBN 978-1-003-45415-1. doi:10.4324/9781003454151-12
- Der plausible Gott und die Hoffnung in der Krise. In: Theologie der Gegenwart. Butzon & Berker, 2/2024,  ISSN 0342-1457.
- The Discovery of Anthropogenic Climate Change. In: Jan G. Michel (Hg.): Making Scientific Discoveries. Mentis, 2021, ISBN 978-3-95743-704-4. doi:10.30965/9783957437044_010
- Handzeichen, Gebärden und Gesten. Eine Phänomenologie der sprechenden Hände. In: Petra Gehring u. a. (Hg.): Hände. Philosophisch-literarische Reflexionen 21. Verlag Die blaue Eule, 2021, ISBN 978-3-89924-488-5
- Die Herkunft der digitalen Welt. In: Zeitschrift für Kulturphilosophie. Meiner, 1/2018, ISBN 978-3-7873-3585-5. doi:10.28937/1000108146
- Nichts ist unsichtbar. In: Petra Gehring u. a. (Hg.): Das Unsichtbare. Philosophisch-literarische Reflexionen 20. Verlag Die blaue Eule, 2018, ISBN 978-3-89924-475-5
- Die Grenzen des Machbaren. Technik als Mittel der politischen Gemeinschaftsbildung. In: Tony Pacyna und Anna-Christina Boell (Hg.): Grenzen in ihrer Vielfalt. Weltphilosophien im Gespräch 13. Verlag Traugott Bautz, 2015, ISBN 978-3-95948-064-2